# Occupation japonaise des Indes néerlandaises
1942 – 1945
Entités précédentes :
- Indes orientales néerlandaises
- Timor Portugais

Entités suivantes :
- Indonésie
- Indes orientales néerlandaises
- Timor Portugais

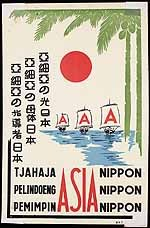
« Le Japon est la lumière de l'Asie » : affiche de propagande en japonais et indonésien, 1942.

Les Indes orientales néerlandaises furent occupées par l'empire du Japon durant la Seconde Guerre mondiale de mars 1942 à 1945. Cette période marque la fin de la colonisation néerlandaise et les changements qu'elle provoqua rendirent possible en 1945 la révolution nationale indonésienne, encore impensable 3 ans auparavant.
L'occupation japonaise est le premier défi sérieux à la domination néerlandaise dans l'archipel. Eux-mêmes sous occupation allemande, les Pays-Bas ne furent guère capables de défendre leur colonie contre l'armée impériale japonaise. Moins de 3 mois après les premières attaques contre l'île de Bornéo, les Japonais submergeaient les forces néerlandaises et alliées, mettant fin à près de 350 ans de présence néerlandaise dans l'archipel. Entre 1944 et 1945, les troupes alliées contournèrent le pays et ne combattirent ni à Sumatra ni à Java. La plus grande partie de l'Indonésie était donc encore sous domination japonaise à la fin de la guerre en août 1945.
Les effets les plus profonds et les plus durables furent cependant plus visibles sur les Indonésiens que les Néerlandais. Optimistes, ils avaient d'abord accueilli les Japonais en libérateurs. Ce sentiment changea rapidement, l'occupation japonaise s'avérant la plus brutale et ruineuse de l'histoire du pays. En conséquence, les Indonésiens se politisèrent pour la première fois jusque dans les campagnes. Une partie de cet éveil politique était souhaitée par les Japonais : à Java, et dans une moindre mesure à Sumatra, ils éduquèrent, entraînèrent et armèrent de nombreux jeunes Indonésiens et promurent leurs dirigeants nationalistes. De sorte qu'en détruisant le régime colonial néerlandais et en aidant le nationalisme indonésien, ils créèrent les conditions de la proclamation de l'indépendance de l'Indonésie. Après la fin de la Seconde Guerre mondiale, les Indonésiens connurent cinq ans de lutte diplomatique, militaire et sociale pour assurer cette indépendance.

## Contexte

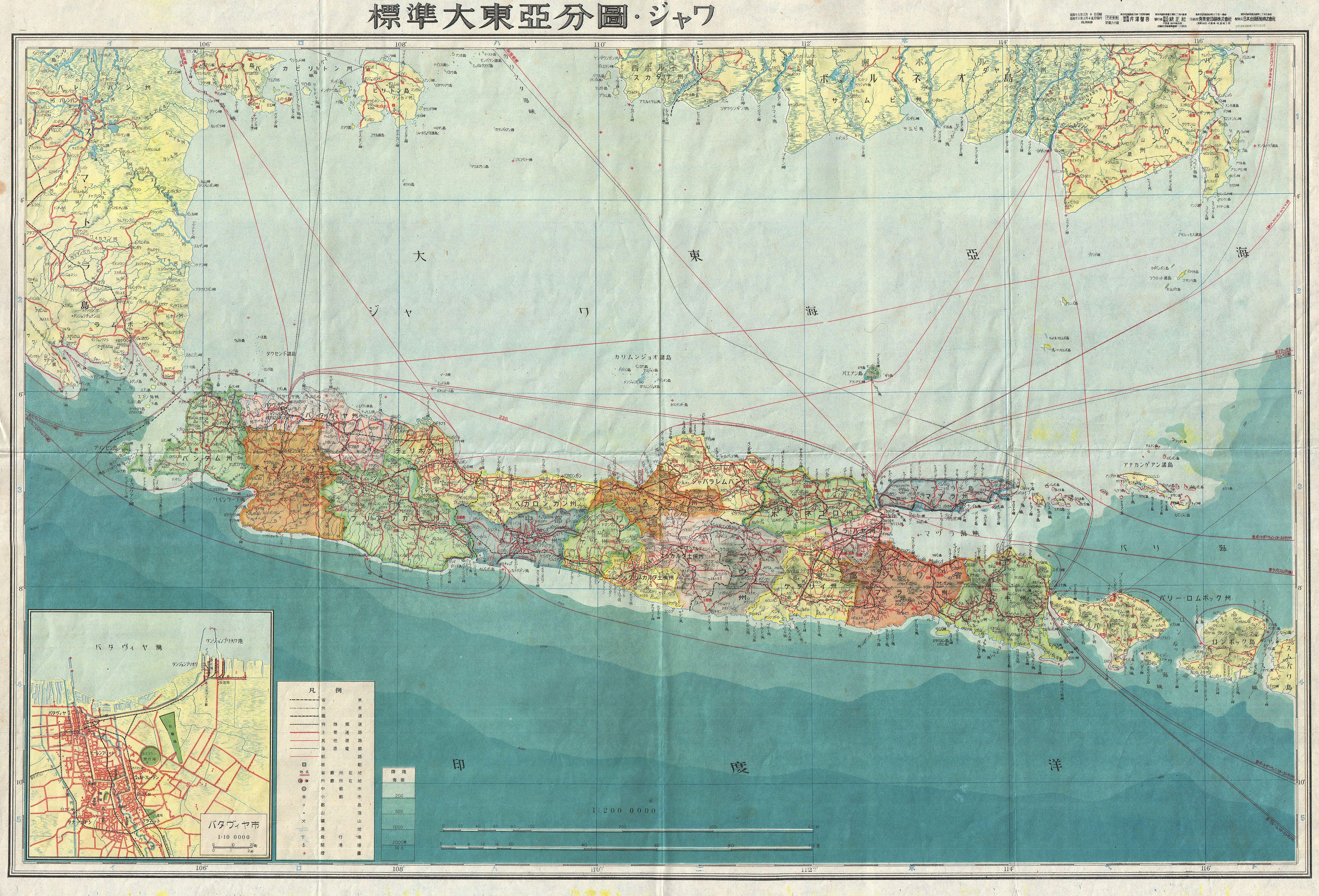
Carte réalisée par les Japonais représentant Java, l'île la plus peuplée

Jusqu'en 1942, l'Indonésie était une colonie des Pays-Bas connue sous le nom d'Indes orientales néerlandaises. En 1929, durant l'éveil national indonésien, les dirigeants nationalistes Soekarno et Hatta (futurs président et vice-président d'Indonésie), avaient prévu qu'une guerre aurait lieu dans le Pacifique et qu'une avancée japonaise vers l'Indonésie pourrait être favorable à leur cause.
Les Japonais répandaient l'idée qu'ils étaient « la Lumière de l'Asie ». Le Japon était la seule nation asiatique à s'être transformée en une société technologique moderne à la fin du XIXe siècle et à être restée indépendante quand la plupart des autres étaient tombées aux mains des Européens ou des Américains, et il avait vaincu une puissance européenne, la Russie, en 1905 (guerre russo-japonaise).
Après le début de la seconde guerre sino-japonaise, le Japon tourna son attention vers l'Asie du Sud-Est, proposant aux autres asiatiques une sorte de zone commerciale sous domination japonaise, la « Sphère de coprospérité de la grande Asie orientale ». Les Japonais avaient progressivement accru leur influence en Asie et avaient établi des liens commerciaux avec les Indes orientales au cours des années 1920 et 1930. Ceux-ci allaient de l'installation de coiffeurs dans les petites villes, ou de studios et d'opérateurs photographiques, jusqu'aux grands magasins et à l'implication d'entreprises comme Suzuki et Mitsubishi dans le commerce du sucre. Les attaques japonaises contre la Mandchourie en 1931 et la Chine en 1937 avaient provoqué des craintes parmi les Chinois d'Indonésie, qui se cotisèrent pour financer la lutte anti-japonaise. Les services de renseignement néerlandais surveillaient également les Japonais dans le pays. Certains Japonais avaient été chargés par leur gouvernement d'établir des contacts avec les milieux nationalistes indonésiens, particulièrement avec les partis musulmans, et des nationalistes indonésiens étaient invités à visiter le Japon. Ces encouragements au nationalisme indonésien faisaient partie d'un plan japonais plus large pour une « Asie aux Asiatiques ».
En novembre 1941, une organisation de groupes religieux, politiques et syndicaux, le Madjlis Rakjat Indonesia, remit un mémorandum au gouvernement des Indes néerlandaises pour demander la mobilisation du peuple indonésien face aux menaces de guerre. Ce mémorandum fut refusé, car le gouvernement ne considérait pas le Madjlis Rakyat Indonesia comme représentatif. Moins de quatre mois plus tard, les Japonais occupent l'archipel.

## L'invasion

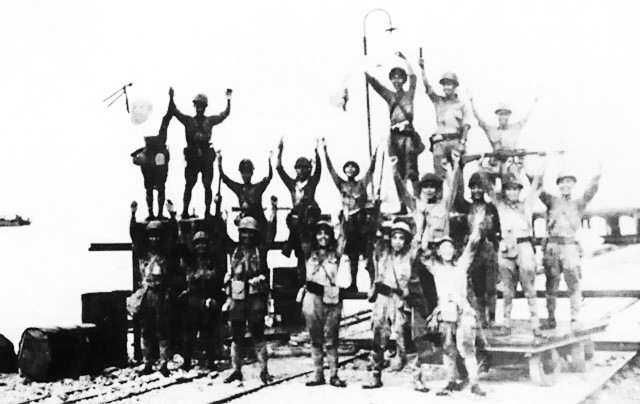
Soldats de la 2e division japonaise célébrant le débarquement à Merak, Java, en 1942.

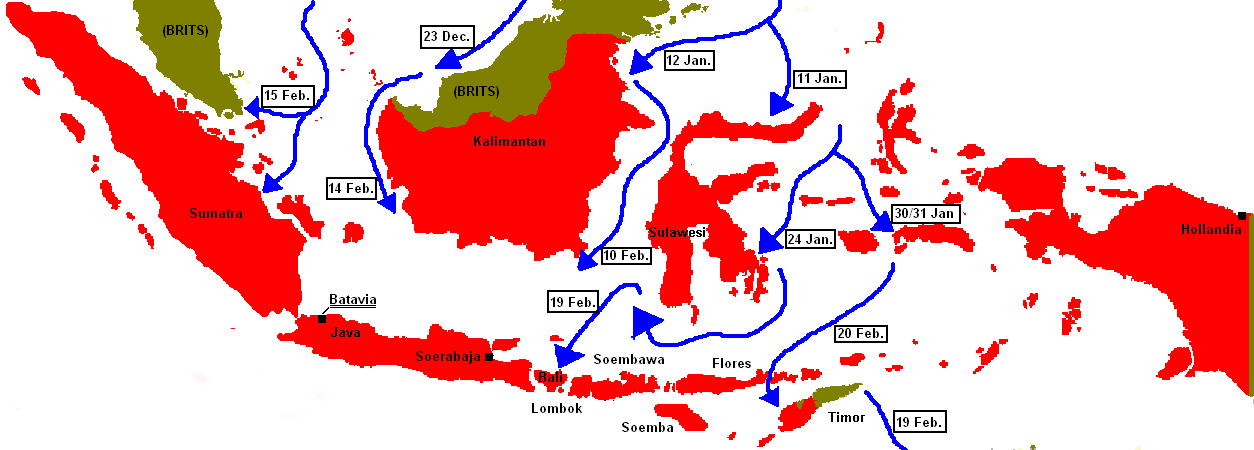
Offensive japonaise sur l'Indonésie, 1942

Le royaume des Pays-Bas déclara la guerre à l'empire du Japon le 8 décembre 1941, le lendemain de l'attaque de Pearl Harbor. En janvier 1942, les forces alliées en Asie du Sud-Est créèrent l'American-British-Dutch-Australian Command (ABDACOM). La nuit du 10 au 11 janvier, les Japonais attaquèrent Manado dans le nord de l'île de Célèbes. À peu près au même moment, ils attaquèrent Tarakan, un port et important centre de production pétrolier dans le nord-est de Bornéo. Le 27 février, les Alliés furent défaits à la bataille de la mer de Java. Entre le 28 février et le 1er mars, des troupes japonaises débarquèrent à quatre endroits de la côte nord de Java, presque sans rencontrer de résistance. Les forces alliés en Indonésie se rendirent le 8. L'armée coloniale fut enfermée dans des camps, tandis que les soldats indonésiens étaient remis en liberté. Les civils européens furent également internés, dès que des Japonais ou des indonésiens eurent été trouvés pour les remplacer aux postes de responsabilité.
La fin de la tutelle néerlandaise fut d'abord accueillie avec enthousiasme par les Indonésiens, qui vinrent à la rencontre de l'armée japonaise en agitant des drapeaux et avec des cris d'encouragement comme « Le Japon est notre grand frère » et « banzai Dai Nippon ».

« Les Indonésiens abandonnèrent leurs maîtres colonisateurs en masses et accueillirent les Japonais en libérateurs. À mesure que les Japonais avançaient, des Indonésiens révoltés dans virtuellement toutes les parties de l'archipel tuèrent de petits groupes d'européens (particulièrement Néerlandais) et fournirent aux Japonais des informations fiables sur la situation des autres des groupes plus importants. »

À Aceh, la population se révolta contre les autorités coloniales avant même l'arrivée des Japonais. Comme le note le célèbre écrivain indonésien Pramoedya Ananta Toer :

« Avec l'arrivée des Japonais, tout le monde était plein d'espoir, sauf ceux qui avaient été au service des Néerlandais. »

## L'occupation

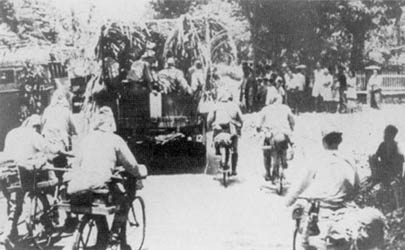
Troupes japonaises à Java (vers 1942).

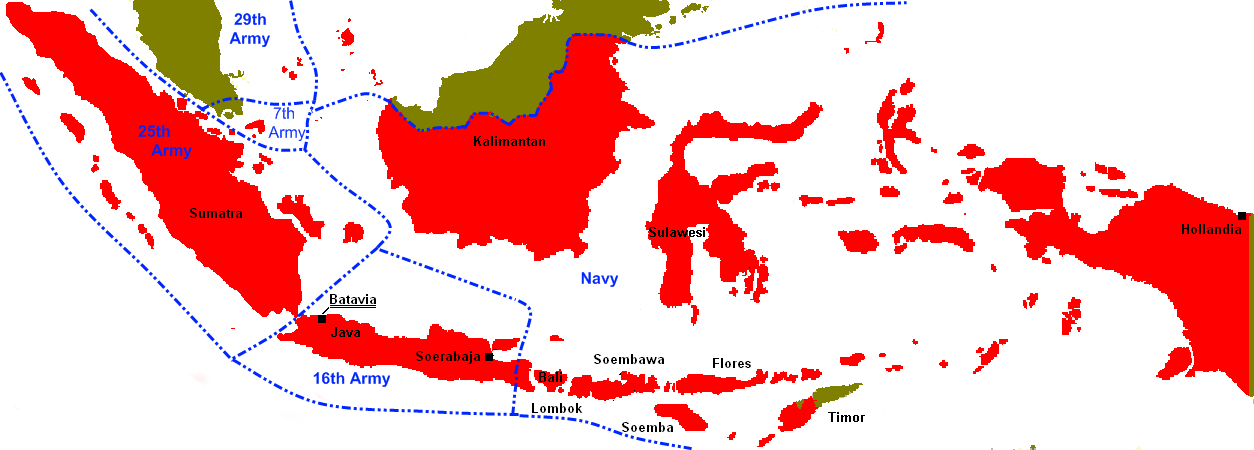
Les Indes néerlandaises sous occupation japonaise

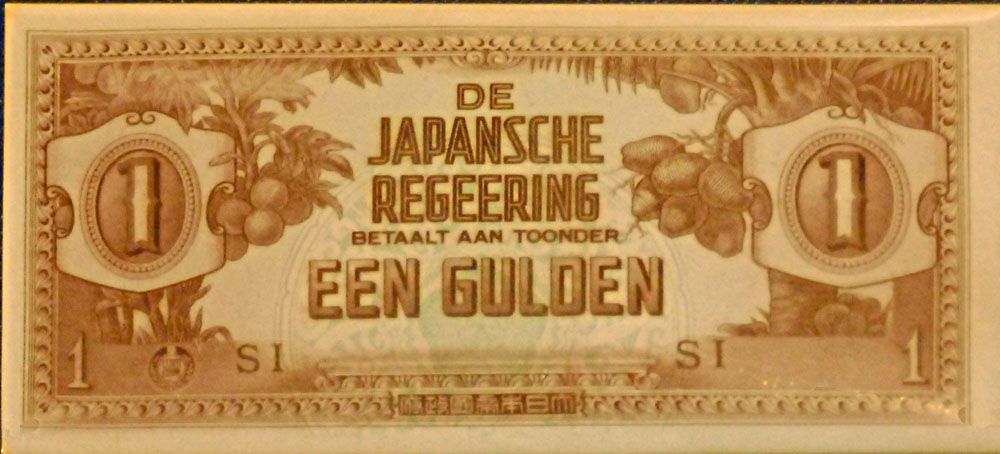
Une roupie des Indes néerlandaises, monnaie d'occupation japonaise.

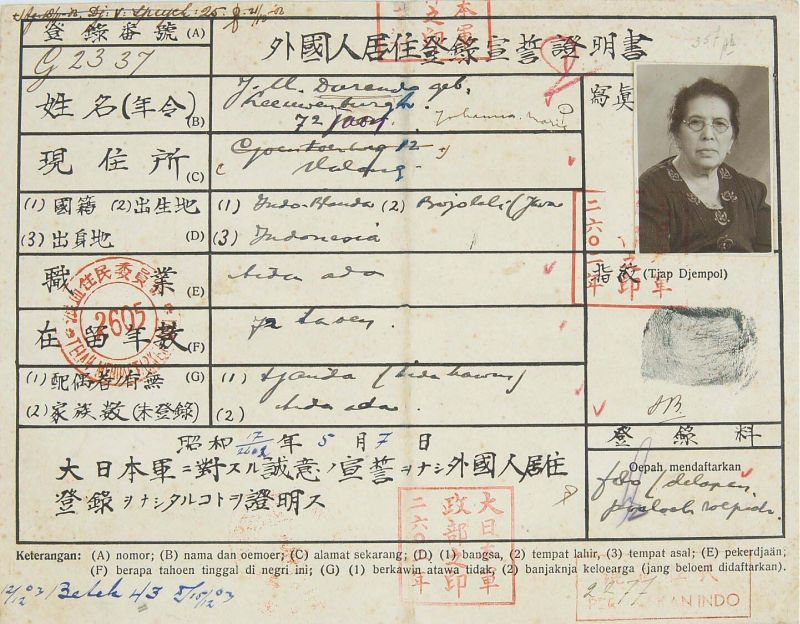
Carte d'identité japonaise pour les citoyens indonésiens durant l'occupation, inscrite en japonais et en indonésien avec empreinte digitale et photo.

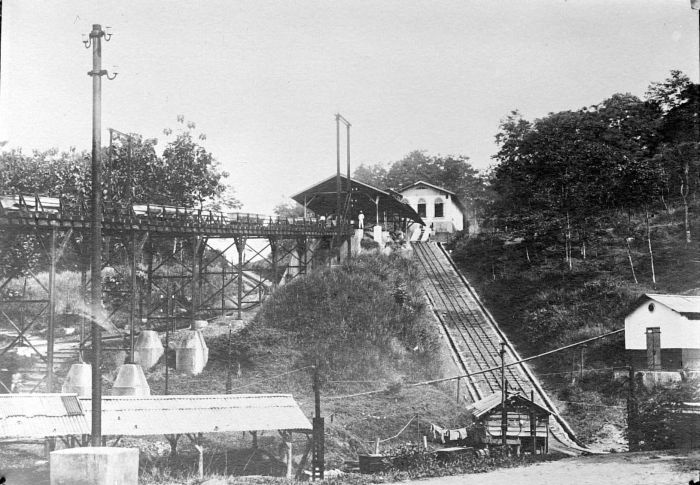
Usine néerlandaise à Sumatra, n.d.

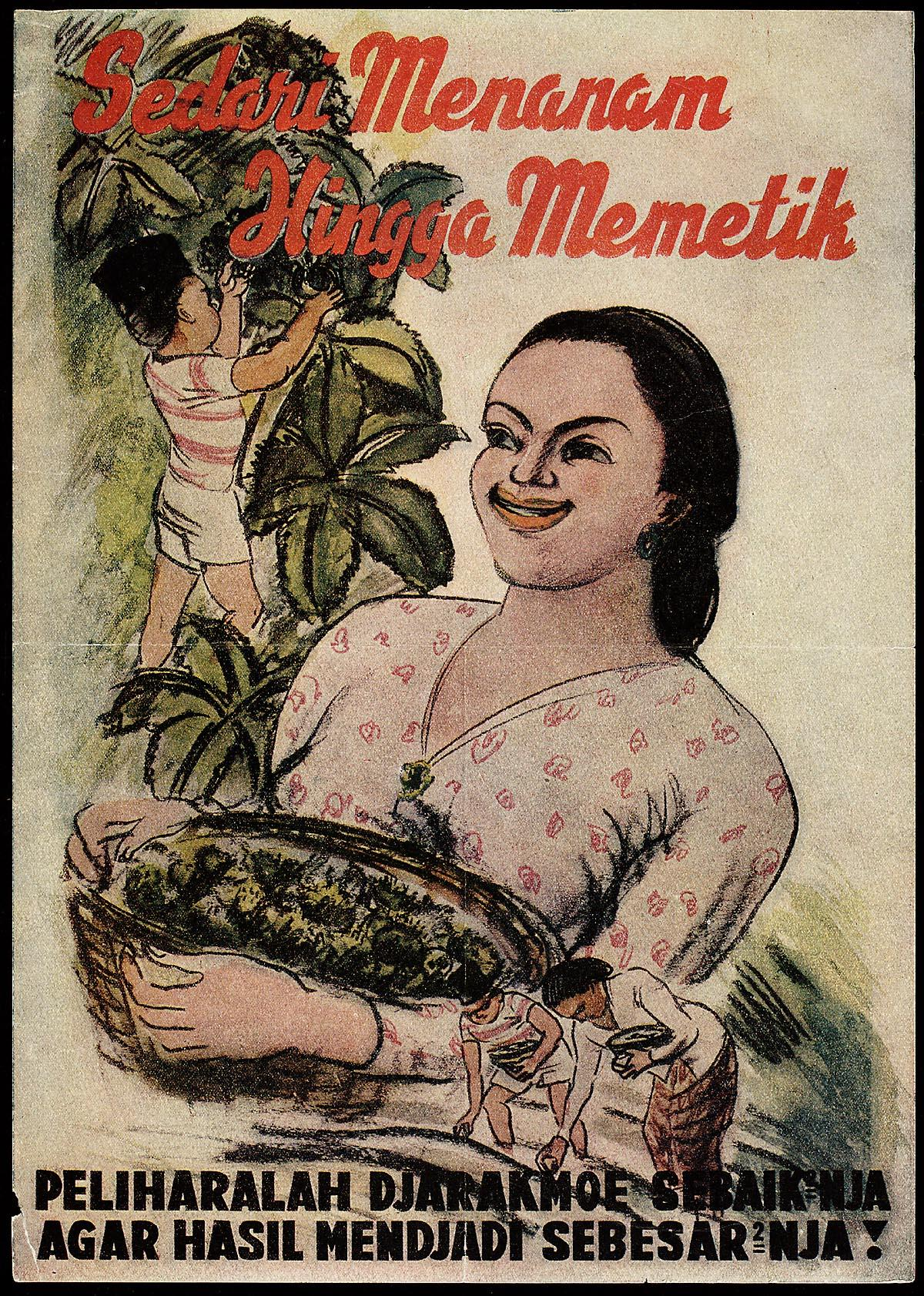
Affiche de propagande japonaise en langue indonésienne pour la production de jatropha, plante oléagineuse employée par l'industrie de guerre.

Les Japonais furent d'abord accueillis par les Indonésiens comme des libérateurs. Sous l'occupation, le mouvement nationaliste indonésien devint de plus en plus populaire. En juillet 1942, des dirigeants nationalistes comme Soekarno accédèrent à la demande des Japonais d'exhorter la population à soutenir l'effort de guerre japonais. Soekarno et Hatta furent décorés par l'empereur en 1943.
Les Japonais divisèrent l'archipel en 3 régions. Sumatra fut confiée à la 25e Armée, Java et Madura à la 16e Armée et Bornéo et l'Indonésie orientale à la 2e Flotte du Sud de la Marine impériale japonaise. La 25e Armée avait son quartier général à Singapour. Elle contrôlait également la Malaisie britannique jusqu'en avril 1943. Son commandement fut alors restreint à Sumatra et son quartier général transféré à Bukittinggi. La 16e Armée avait son quartier général à Jakarta, et la 2e Flotte du Sud à Makassar, dans le sud de Célèbes.
La perception de l'occupation japonaise varia considérablement selon le lieu de résidence et la position sociale de chacun. Beaucoup de ceux qui vivaient dans des zones importantes pour l'effort de guerre furent victimes de tortures, d'esclavage sexuel, d'arrestations et d'exécutions arbitraires et d'autres crimes de guerre. Plusieurs milliers de personnes furent déportées comme travailleurs forcés (romusha) pour des projets militaires japonais, dont la Voie ferrée de la mort entre la Thaïlande et la Birmanie, et beaucoup moururent de mauvais traitement et de faim. Entre 4 et 10 millions de romusha furent obligés de travailler pour l'armée japonaise à Java. Environ 270 000 d'entre eux furent envoyés dans d'autres régions d'Asie du Sud-Est, dont seulement 52 000 furent rapatriés sur l'île, soit un taux de mortalité de 80 %.

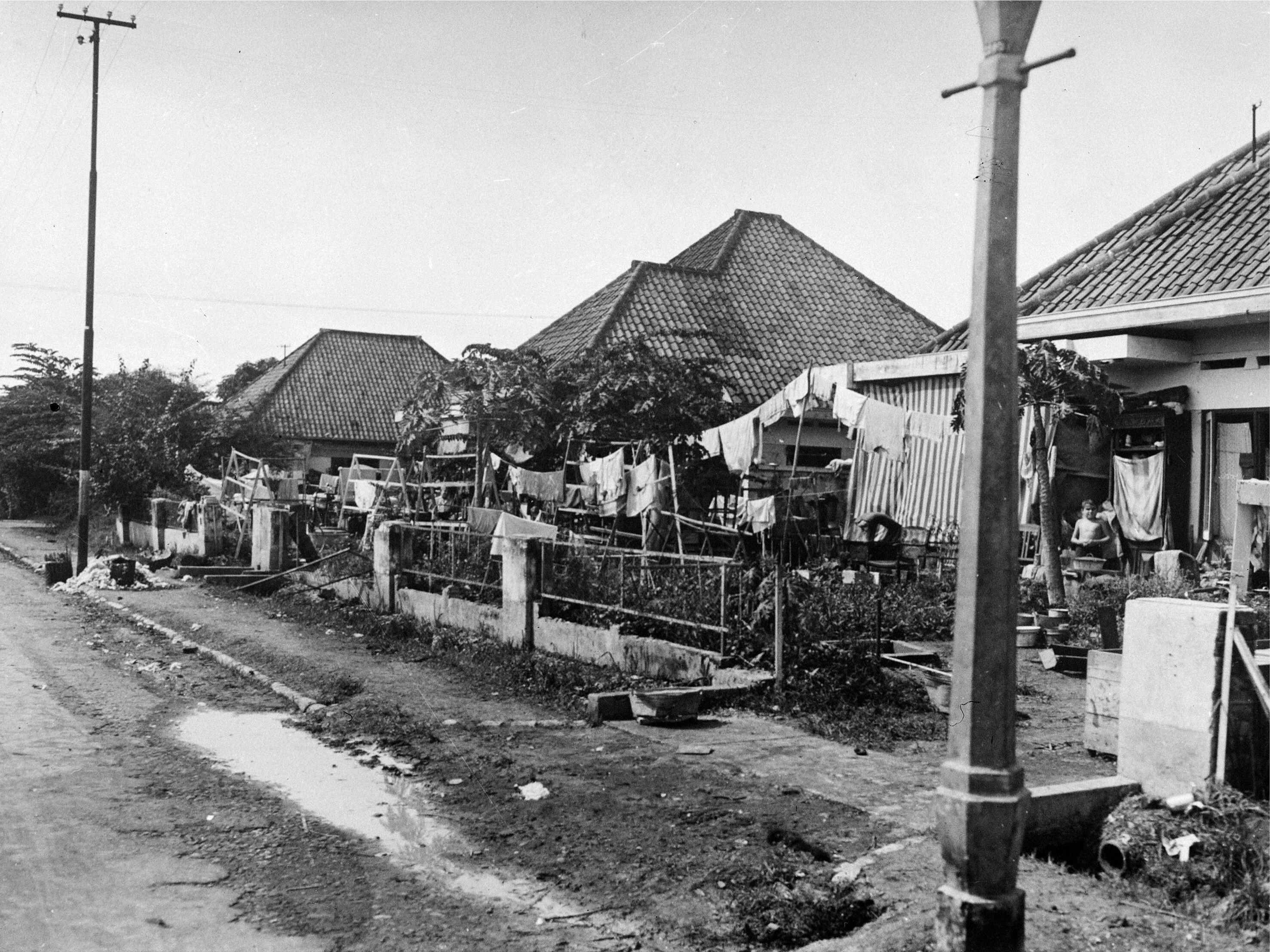
Camp d'internement à Batavia en 1945.

Un rapport des Nations unies tardif déclare que quatre millions de personnes sont mortes de famine ou du travail forcé en Indonésie durant cette période, dont 30 000 civils européens morts en captivité.
À Java, des usines et des lignes de chemin de fer entières, avec leur matériel roulant, furent confisquées par les Japonais et envoyés au Japon et en Mandchourie. Les rapports du renseignement britannique signalent une récupération significative de tout matériel pouvant être utilisé pour l'effort de guerre.
Le seul homme politique d'opposition d'envergure fut Amir Sjarifuddin, qui reçut 25 000 guinées des Néerlandais au début de 1942 pour organiser un réseau de résistance en utilisant ses relations marxistes et nationalistes. Les Japonais l'arrêtèrent en 1943 et il n'échappa à l'exécution que grâce à l'intervention de Sukarno, dont les Japonais reconnaissaient la popularité et donc l'importance pour l'effort de guerre. Hormis le groupe d'Amir, basé à Surabaya, les activités pro-alliées les plus actives étaient le fait des Chinois, des Ambonais et des habitants de Manado.

### Traitement des ressortissants occidentaux

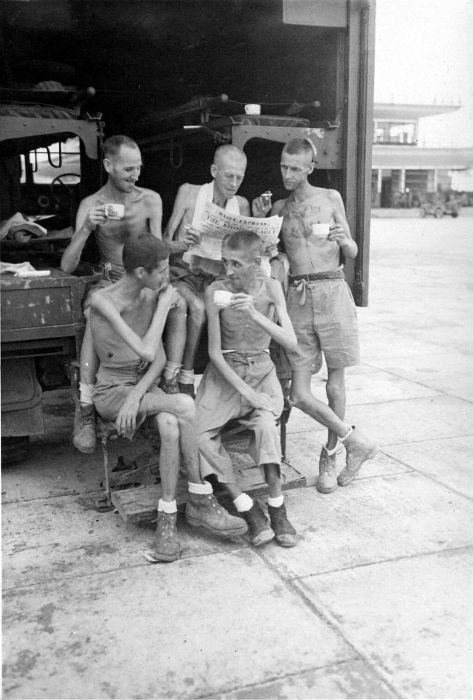
Prisonniers de guerre occidentaux à Palembang (Sumatra) en 1945.

Les civils d'ascendance européenne et les métis furent des cibles particulières et furent enfermés dans des camps. Presque tous les Européens et métis eurasiens mâles avaient été enrôlés dans l'armée royale des Indes néerlandaises (KNIL) ou la Garde nationale et furent donc internés comme prisonniers de guerre. Le taux de mortalité dans les camps de prisonniers de guerre japonais était de 25 %.
Sur 350 000 Européens et métis (en 1942), 35 000 Européens sont morts entre 1942 et 1945 des conséquences de l'occupation japonaise, soit 10 % au moins des colonisateurs blancs et métis. Les ressortissants américains furent les plus opprimés par les Japonais, car les Américains étaient le principal ennemi du Japon. Les ressortissants britanniques, australiens, et néo-zélandais étaient aussi opprimés. 
Les ressortissants allemands et italiens furent épargnés par les Japonais, car ils étaient des citoyens des pays de l'Axe. Néanmoins, ils étaient surveillés pour savoir s'ils changeaient de camp ou s'ils étaient des opposants politiques. À la fin de 1943, quand fut connue la nouvelle du changement de camp de l'Italie, les Italiens subirent le même sort que les autres Européens, même si Mussolini instaura l'État fasciste de Salo en Italie.  
Il y avait aussi des ressortissants de l'État libre d'Irlande, un pays européen indépendant depuis 1922 et resté neutre. Les autorités militaires japonaises ne reçurent aucune consigne particulière pour les Irlandais, qui subirent le même sort que les Britanniques et autres Européens. Le Japon ne respecta pas non plus la neutralité du Portugal et envahit sa colonie du Timor, située à l'est de l'archipel indonésien, imposant des conditions très difficiles aux ressortissants portugais. 
De nombreuses nations européennes et sud-américaines avaient évacué leurs ressortissants entre 1940 et 1942 des Indes néerlandaises, ou avaient conseillé de quitter cette colonie néerlandaise.

### Le nationalisme indonésien

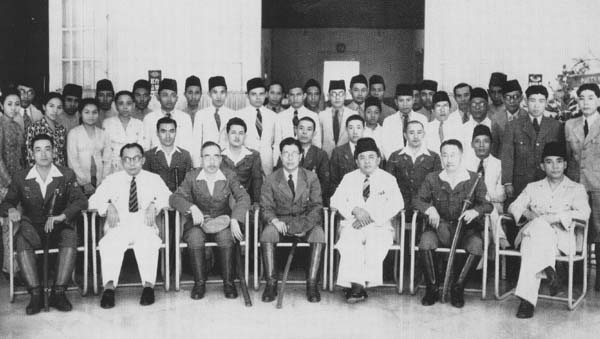
Réunion de militaires japonais et de nationalistes indonésiens, v. 1942.

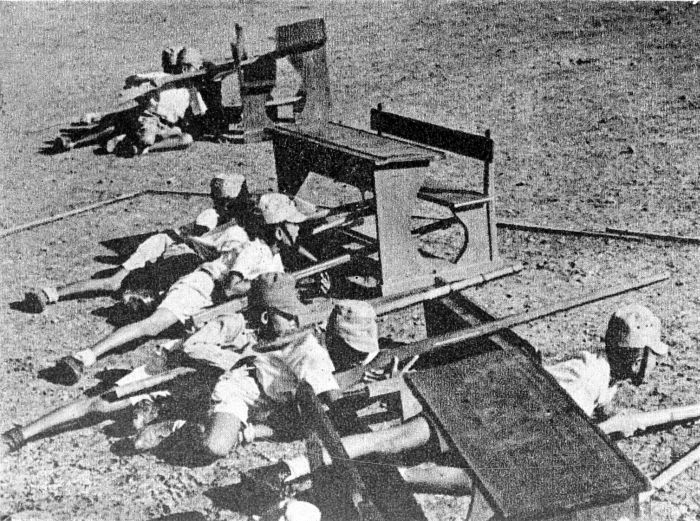
Enfants Indonésiens entraînés par l'armée japonaise, v. 1945.

Durant l'occupation, les Japonais encouragèrent et soutinrent le nationalisme indonésien, créèrent de nouvelles institutions et promurent des dirigeants nationalistes comme Sukarno. Dans les décennies d'avant-guerre, les Néerlandais avaient réussi à supprimer complètement les petits mouvements nationalistes indonésiens que les Japonais trouvèrent fondamentaux pour l'indépendance du pays.
Le régime japonais considérait Java comme la zone la plus évoluée politiquement, mais la moins importante du point de vue économique ; ses habitants furent sa principale ressource. Dans cette perspective — opposée à celle des Pays-Bas —, ils y encouragèrent le nationalisme, alors qu'ils ne le firent à Sumatra, riche en ressources stratégiques, qu'une fois que leur défaite était évidente. Les îles extérieures sous contrôle de la marine, pour leur part, étaient considérées comme arriérées, mais économiquement vitales pour l'effort de guerre, et elles furent les plus opprimées. Ces expériences différentes et les différences politiques qui en découlèrent eurent un impact profond sur le cours de la révolution nationale indonésienne (1945–1950).
Outre la refondation de ce nationalisme indonésien, la destruction méthodique de l'Etat colonial néerlandais, aussi bien du point de vue économique que politique et social, joua un rôle primordial dans les événements d'après-guerre.
Pour obtenir le soutien des Indonésiens dans leur guerre contre les Alliés, les forces d'occupation japonaises recrutèrent les dirigeants nationalistes Sukarno, Hatta, Ki Hajar Dewantara et Kyai Haji Mas Mansyur pour rallier la population autour du centre de mobilisation Putera (Pusat Tenaga Rakyat) le 16 avril 1943 (il fut remplacé par le Jawa Hokokai le 1er mars 1944). Certains des Indonésiens mobilisés furent envoyés au travail forcé comme romusha.
L'armée japonaise fournit aussi aux jeunes Indonésiens un entrainement militaire et des armes, créant une armée de volontaires nommée PETA (Pembela Tanah Air – Défenseurs de la Patrie). Il s'agissait à l'origine de rallier les populations au régime en train de s'effondrer, mais cela fournit ensuite une ressource importante à la république d'Indonésie durant la révolution nationale de 1945 à 1949 et conduisit à la formation des Forces armées indonésiennes.
Le 29 avril 1945, le lieutenant-général Kumakichi Harada, commandant de la 16e armée japonaise, fonda à Java le BPUPKI (Comité exploratoire pour l'indépendance de l'Indonésie) (japonais Dokuritsu Jyunbi Choosakai). Les réunions et les discussions menant à la déclaration d'indépendance eurent lieu dans le cadre de cette organisation.

## Fin de l'occupation

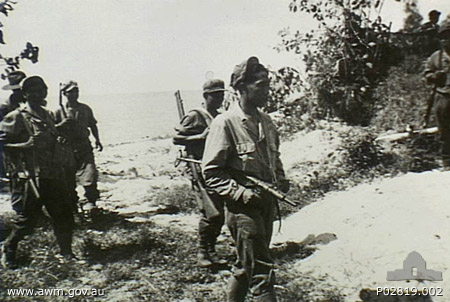
Débarquement d'une patrouille de l'armée coloniale néerlandaise à Tarakan (Bornéo) après la capitulation japonaise.

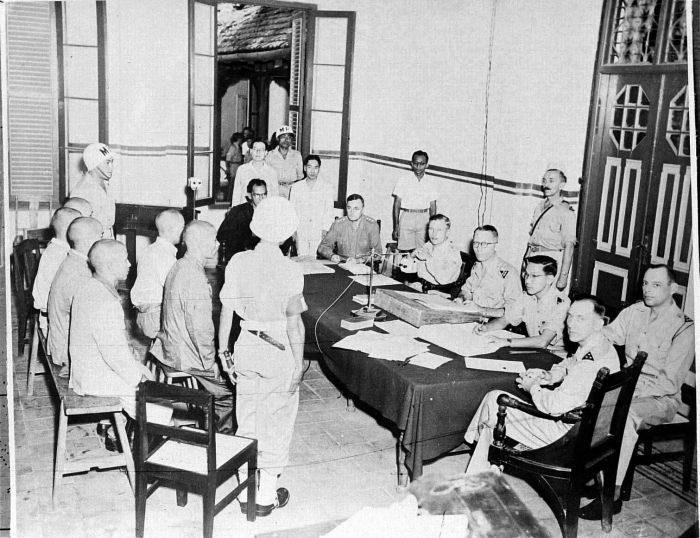
Criminels de guerre japonais devant une cour martiale à Makassar (1945).

Le général MacArthur aurait voulu libérer Java en 1944-45, mais l'état-major et le président Roosevelt le lui interdirent. L'occupation japonaise cessa donc officiellement le jour de la capitulation japonaise, le 14 (ou 15) août 1945, et deux jours plus tard Soekarno proclama l'indépendance de l'Indonésie. Le fait que les Américains n'aient pas débarqué à Java a certainement sauvé de nombreuses vies japonaises, indonésiennes, néerlandaises et américaines. D'un autre point de vue, l'indépendance indonésienne aurait peut-être été plus rapide et moins chaotique si MacArthur l'avait emporté et que les troupes américaines avaient occupé Java.
La plupart des militaires et administrateurs coloniaux japonais furent rapatriés au Japon après la guerre, sauf quelques centaines qui furent détenus pour enquête sur les crimes de guerre, et dont certains passèrent ensuite en jugement. Un millier de soldats environ désertèrent et se fondirent dans les communautés locales. Beaucoup d'entre eux prêtèrent ensuite assistance aux rebelles au cours de la révolution nationale indonésienne.
Avant 1949, les autorités néerlandaises menèrent 448 procès pour crimes de guerre contre 1 038 suspects. 969 d'entre eux furent condamnés (93,4 %), dont 236 (24,4 %) à mort.